# John F. R. Seitz
John Francis Regis Seitz (* 22. Mai 1908 in Wilmington, New Castle County, Delaware; † 10. Oktober 1978 in Washington, D.C.) war ein Generalmajor der United States Army. Er war unter anderem Kommandeur der 2. Infanteriedivision.
John Seitz war ein Sohn von George Hilary Seitz und dessen Frau Margaret Jane Collins. In den Jahren 1925 bis 1929 durchlief er die United States Military Academy in West Point. Nach seiner Graduation wurde er als Leutnant der Infanterie zugeteilt. In der Armee durchlief er anschließend alle Offiziersränge vom Leutnant bis zum Zwei-Sterne-General.
Im Lauf seiner militärischen Karriere absolvierte Seitz verschiedene Kurse und Schulungen. Dazu gehörten unter anderem die United States Infantry School, das Command and General Staff College und das Army Industrial College.
In seinen jüngeren Jahren absolvierte er den für Offiziere in den niederen Rangstufen üblichen Dienst in unterschiedlichen Einheiten und Standorten. Dazu gehörten auch Aufgaben als Stabsoffizier in verschiedenen Hauptquartieren. Dabei war er Ende der 1930er Jahre auch auf den Philippinen stationiert. Im Oktober 1939 wurde er als Hauptmann Mitglied im Stab des 30. Infanterieregiments im Presidio in San Francisco.
Zum Zeitpunkt des japanischen Angriffs auf Pearl Harbor am 7. Dezember 1941 und dem darauf folgenden Kriegseintritt der Vereinigten Staaten in den Zweiten Weltkrieg war Seitz als Bataillonskommandeur auch auf Hawaii stationiert. Er wurde umgehend nach Washington, D.C. versetzt, wo er zunächst einige Aufgaben als Stabsoffizier im logistischen Bereich (United States Army Services of Supply) wahrnahm. Danach wurde er im Jahr 1943 zum Stab der 15th Army Group versetzt, die im Mittelmeerraum operierte.
Im November 1943 erhielt John Seitz das Kommando über das 26. Infanterieregiment, das der 1. Infanteriedivision unterstand. Er behielt dieses Kommando bis zum 9. April 1945. Er nahm an der Landung der Alliierten in der Normandie teil und gehörte im Anschluss zu den Truppen, die durch Frankreich nach Deutschland vordrangen. Dabei war Colonel Seitz mit seinem Regiment an mehreren bedeutenden Schlachten beteiligt. So gehörte er nach der Schlacht um Aachen zusammen mit Lieutenant Colonel John T. Corley und Major General Clarence R. Huebner zu den amerikanischen Offizieren, die die erste Kapitulation einer deutschen Großstadt entgegennahmen. Danach nahm er unter anderem an der Schlacht im Hürtgenwald, am Kampf um die Brücke von Remagen und an der Einschließung des Ruhrgebiets teil. Am 9. April 1945 wurde er zum Stab der 29. Infanteriedivision versetzt, die wenig später an die Elbe vordrang und am 25. April Kontakt mit sowjetischen Truppen hatte.
Nach dem Krieg absolvierte Colonel Seitz unter anderem das Command and General Staff College und das Army Industrial College. Für einige Zeit gehörte er der Fakultät der Infantry School in Fort Benning an. Schließlich wurde er zum Stab der 1. Armee versetzt, wo er die Stabsabteilung G5 (Planungen) leitete. Im Jahr 1950 wurde er nach Deutschland versetzt, wo er nochmals das Kommando über das 26. Infanterieregiment erhielt. Wegen der Krebserkrankung seiner Frau Helen kehrte er nach weniger als 2 Jahren in die Staaten zurück.
Nach dem Tod seiner Frau Anfang 1953 wurde John Seitz im Juni 1953 zum Brigadegeneral befördert und nach Südkorea zum Stab der 45. Infanteriedivision versetzt, die am dortigen Krieg teilnahm. Zwischen März und August 1954 kommandierte Seitz die ebenfalls im Koreakrieg eingesetzte 2. Infanteriedivision. Die Division wurde damals (Sommer 1954) nach dem Ende der Kampfhandlungen wieder in die Vereinigten Staaten zurückverlegt. Nach seiner Rückkehr aus Korea wurde er 1954 Generalmajor.
In den Jahren 1954 bis 1956 kommandierte Seitz den Militärbezirk für New Jersey. Anschließend leitete er bis 1958 die Military Assistance Advisory Group für den Iran. Danach kehrte er zur 1. Armee zurück, bei der er in den Jahren 1958 bis 1961 als Stabschef tätig gewesen war. Danach übte er das gleiche Amt bis 1964 bei den der NATO unterstehenden Einheiten des Kommandos Allied Forces, Southern Europe in Neapel aus. Seine letzte militärische Aufgabe hatte Seitz erneut bei der 1. Armee. Dort wurde er im Jahr 1964 zum stellvertretenden Kommandeur ernannt. Dieses Amt bekleidete er bis zu seinem Eintritt in den Ruhestand im Jahr 1966. Im Jahr 1964 war er Escort Commander beim Staatsbegräbnis für den verstorbenen früheren Präsidenten Herbert Hoover.
John Seitz war zwei Mal verheiratet. Aus seiner ersten Ehe mit Helen Hardenbergh stammt der 1940 geborene Sohn Raymond G. H. Seitz, der unter anderem amerikanischer Botschafter in London war. Nach einem Schlaganfall im Jahr 1972 lebte der frühere Generalmajor für den Rest seines Lebens in einem Pflegeheim. Er starb am 10. Oktober 1978 in Washington, D.C. und wurde auf dem amerikanischen Nationalfriedhof Arlington beigesetzt.

## Orden und Auszeichnungen
John Seitz erhielt im Lauf seiner militärischen Laufbahn unter anderem folgende Auszeichnungen:
- Army Distinguished Service Medal
- Silver Star
- Legion of Merit
- Bronze Star Medal
- Presidential Unit Citation
- American Defense Service Medal
- American Campaign Medal
- European-African-Middle Eastern Campaign Medal
- World War II Victory Medal
- Army of Occupation Medal
- National Defense Service Medal
- Orden der Ehrenlegion (Frankreich)
- Kriegskreuz (Frankreich)
- Leopoldsorden (Belgien)
- Kriegskreuz (Belgien)
- Order of Abdon Calderón (Ecuador)
- Korean War Service Medal (Südkorea)